# Mikri Mantineia
Mikri Mantineia este un oraș în Grecia în prefectura Messinia.